# 122-мм гаубица образца 1909 года
122-мм гаубица образца 1909 года или 48-линейная гаубица образца 1909 года — российская лёгкая полевая гаубица периода Первой мировой войны, разработанная по требованиям и заказу ГАУ военного ведомства России немецкой оружейной фирмой «Крупп», и стоявшая на вооружении Российской Империи, Финляндии и СССР.

## Создание
Опыт русско-японской войны показал необходимость принятия на вооружение Русской армии лёгкой полевой гаубицы. 120-мм гаубицы Круппа были в срочном порядке закуплены в 1905 году, когда русское командование убедилось, что мощности 3-дюймовки не достаточно для решения всех задач, стоящих перед полевой артиллерией. В тот период было поставлено 55 орудий для 8 мортирных батарей (по 6 орудий). Ещё 28 орудий было получено из Японии уже во время Первой мировой войны. Калибр 119 мм (47 линий) расценивался как минимально необходимый для эффективного действия по фортификационным сооружениям полевого типа, а кроме того, он был наименьшим позволяющим создание для него специализированного бетонобойного снаряда. Главное управление артиллерии определило для лёгкой гаубицы калибр 48 линий (122 миллиметра). При принятии на вооружение рассматривалась собственная российская разработка, а также варианты, предложенные немецкой фирмой «Крупп» (с горизонтальным клиновым затвором или затвор — плоский, клиновой Круппа) и французской фирмой «Шнейдер» (с поршневым затвором). В итоге под обозначением «образца 1909 года» была принята на вооружение гаубица, разработанная фирмой «Крупп», а под обозначением «образца 1910 года» — гаубица, разработанная фирмой «Шнейдер».
С 1920-х годов «48-линейный» калибр стали официально именовать «122-миллиметровым». Тогда же из наименования орудий исчезли прилагательное «полевая» и ссылки на разработчиков. Получившиеся в итоге название «122-мм гаубица обр. 1909 г.».

## Описание
Артиллерийское орудие представляло собой классическую короткоствольную гаубицу, предназначенную для стрельбы под углами возвышения преимущественно от +20° до +44° (при стрельбе полным зарядом и с углом возвышения менее 20° орудие опрокидывалось) выстрелом с раздельным заряжанием, в другом источнике указано что вращением люльки производится боковая наводка на ±2,5°, а вращением вилы помощью зубчатой дуги придаются углы возвышения −5° и +45°.
Боекомплект гаубицы состоял из фугасного снаряда со взрывателем и шрапнели с трубкой с 45-секундной задержкой. Максимальный заряд из 5 зарядов ленточного пороха Г248. Заряд состоял из большого пучка (он же наименьший заряд) весом 341 грамма и 4-х пучков по 153 грамма. Гильза длиной 159 мм, весом 1773 грамма. Дальность стрельбы шрапнелью с 45-секундной трубкой 7 680 метров. В другом источнике указано что Снаряды: шрапнель, весом 56 фнт. с 650 пулями по 4 зол., и фугасная бомба с 6 фнт. мелинита. Нач. скор. ок. 1.000 фт. Аллюминиевая 34-сек. трубка — трех ярусная. В передках по 16 снарядов (отдельно от гильз); в заднем ходе ящика — 32.
122-мм гаубицы образцов 1909 и 1910 годов дальнобойными гранатами стрелять не могли, так как в каморе дальнобойная граната с зарядом (полным и уменьшенным) не умещалась. Вместе с дальнобойной гранатой в камору можно было поместить только один пакет (старый заряд № 4).
Гаубица образца 1909 года получила щит, ставший обязательным элементом полевых орудий Первой мировой войны.
С российских орудийных заводов (Путиловского, Обуховского и Петроградского орудийного) на фронт и в резерв поступило 1081 гаубица (1257 образцов 1910 и 1909 годов до января 1917 года). К середине июня 1917 года на всех фронтах на вооружении было 944 гаубицы.
В советское время гаубица модернизирована — удлинена камора, установили нормализованный прицел, конструкция лафета усилена, начальная скорость снаряда увеличилась до 364 метров в секунду, дальность стрельбы — на 1240 м (см. 122-мм гаубица образца 1909/37 годов).

## Служба
Независимо от этих модернизаций с 1937 года гаубицы начали снабжаться металлическими колесами с гусматиковыми шинами взамен деревянных.

## Сохранившиеся экземпляры
122-мм гаубицы образца 1909 года и образца 1909/37 гг. представлены в Военно-историческом музее артиллерии, инженерных войск и войск связи (Санкт-Петербург).
122-мм легкая полевая гаубица системы Круппа образца 1909 года экспонируется в Музее отечественной военной истории в Падиково (Московская область).  Представленное в экспозиции орудие примечательно тем, что оно не прошло советскую модернизацию и сохранило конструкцию образца 1909 года.
В финском музее Хямеэнлинна экспонируется 122-мм гаубица образца 1909 года, прошедшая в 1930-х годах финскую модернизацию.